# Brachydeutera hardyi
Brachydeutera hardyi är en tvåvingeart som beskrevs av Wirth 1964. Brachydeutera hardyi ingår i släktet Brachydeutera och familjen vattenflugor. Inga underarter finns listade i Catalogue of Life.